# Lukla
Lukla è un villaggio nella zona del Khumbu, nel nordest del Nepal, situato a 2860 metri di altezza. È molto popolare tra gli escursionisti e arrampicatori, essendo l'unico accesso per coloro che vogliono visitare questa parte dell'Himalaya. In questa regione ci sono le montagne più alte della terra, compreso il Monte Everest. Anche se Lukla significa “luogo con molte capre e pecore”, si trovano pochi di questi animali nella zona al giorno d'oggi.
Nella sua unica strada c'è una grande varietà di pensioni e negozi che forniscono rifornimenti, attrezzature per il trekking e anche attrezzature specializzate per l'alpinismo. Da Lukla si diramano diversi sentieri che portano alle montagne, fra loro quello che conduce al campo base dell'Everest che passa per Namche Bazaar, nel Parco nazionale di Sagarmatha e poi per Tengboche, Dingboche e Gorak Shep,  e quello che conduce a Gokyo con i suoi laghi che passa anche lui per Namche Bazaar prima di girare verso ovest.
Da Lukla, per raggiungere Nanche Bazaar, situata a 3440 metri di altezza, la maggior parte delle persone impiegano due giorni, per permettere un miglior acclimatamento, per poi continuare per uno dei sentieri che portano più in alto.

## Geografia fisica

### Clima
Per coloro che vogliono fare escursioni ad alta quota le stagioni ideali sono la primavera (marzo e aprile) e l'autunno (ottobre e novembre), stagioni in cui la visibilità delle montagne è ideale e la temperatura non è troppo fredda. Durante la primavera, le foreste di rododendri, con fiori rossi e ghirlande di magnolie color panna, coprono i fianchi delle colline che portano da Lukla a Namche Bazaar.
Nei mesi invernali, da dicembre a febbraio è possibile fare escursioni, però, parte degli alloggi sono chiusi.

## Aeroporto Tenzing-Hillary

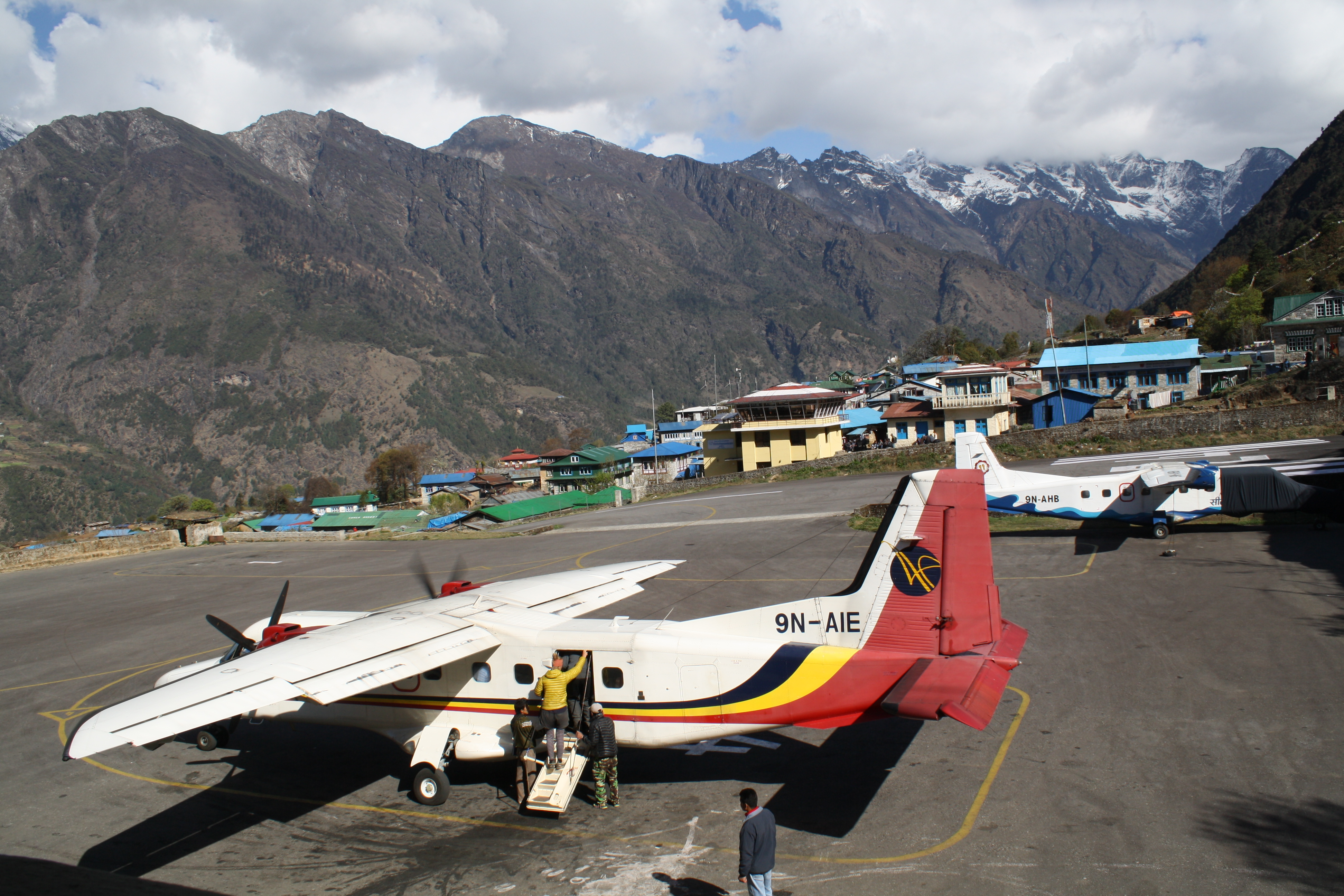
Aeroporto di Lukla

Lukla possiede un piccolo aeroporto che collega la regione con Katmandu (in nepalese काठमांडौ).
L'aeroporto è intitolato a Tenzing Norgay e Edmund Hillary, i primi due alpinisti ad avere scalato l'Everest nel 1953. Hillary stesso partecipò alla inaugurazione, dopo essersi attivamente impegnato per la costruzione.